# Emil Vogel (Musikwissenschaftler)
Emil Vogel (* 21. Januar 1859 in Wriezen; † 18. Juni 1908 in Nikolassee) war ein deutscher Musikwissenschaftler.

## Leben und Werk
Emil Vogel studierte ab 1880 in Berlin und ab 1882 in Greifswald Philologie. Daneben hörte er Vorlesungen in Musikgeschichte bei Philipp Spitta. 1883 ging er als Assistent von Franz Xaver Haberl für dessen Palestrina-Studien mit einem Stipendium der preußischen Regierung nach Italien. 1887 promovierte er in Berlin. Von 1893 bis 1901 wirkte er als Bibliothekar in der Musikbibliothek Peters in Leipzig. Er gab das Jahrbuch dieser Bibliothek heraus. Hierin finden sich auch musikwissenschaftliche Aufsätze Emil Vogels.

## Werke von Emil Vogel (Auswahl)
- Claudio Monteverdi. In: VfMw V, 1889.
- Marco d Gagliano. In: VfMw V, 1889.
- Die Handschriften nebst den älteren Druckwerken der Musikabteilung der herzoglichen Bibliothek zu Wolfenbüttel (Die Handschriften der herzoglichen Bibliothek VIII) Wolfenbüttel 1890.
- Bibliothek der gedruckten weltlichen Vocalmusik Italiens, Aus den Jahren 1500–1700, 2 Bände, Berlin 1892 (revidierte und ergänzt durch A. Einstein in Notes II, 2–5, 1945–1948).